# Torneo Competencia 1962
El Torneo Competencia 1962 fue la vigesimasegunda edición del Torneo Competencia. Compitieron los doce equipos de Primera División. El campeón fue Nacional por cuarta vez consecutiva. La forma de disputa fue de un torneo a una rueda todos contra todos.

## Posiciones
| Puesto | Equipo         | Pts. | PJ | PG | PE | PP | GF | GC | Dif. |
| ------ | -------------- | ---- | -- | -- | -- | -- | -- | -- | ---- |
| 1º     | Nacional       | 15   | 9  | 6  | 3  | 0  | 23 | 10 | 13   |
| 2º     | Defensor       | 14   | 9  | 6  | 2  | 1  | 19 | 9  | 10   |
| 3º     | Peñarol        | 12   | 9  | 5  | 2  | 2  | 25 | 15 | 10   |
| 4º     | Racing         | 12   | 9  | 5  | 2  | 2  | 25 | 18 | 7    |
| 5º     | Central        | 8    | 9  | 2  | 4  | 3  | 18 | 21 | -3   |
| 6º     | Rampla Juniors | 8    | 9  | 3  | 2  | 4  | 16 | 18 | -2   |
| 7º     | Danubio        | 7    | 9  | 2  | 3  | 4  | 10 | 13 | -3   |
| 8º     | Liverpool      | 7    | 9  | 3  | 1  | 5  | 16 | 25 | -9   |
| 9º     | Fénix          | 4    | 9  | 1  | 2  | 6  | 9  | 20 | -11  |
| 10º    | Cerro          | 3    | 9  | 1  | 1  | 7  | 13 | 25 | -12  |

| Campeón Nacional 8.vo título |

## Resultados
| Racing         | 4-0 | Peñarol        |
| Central        | 3-2 | Danubio        |
| Defensor       | 3-0 | Fénix          |
| Nacional       | 7-1 | Rampla Juniors |
| Nacional       | 2-0 | Cerro          |
| Defensor       | 4-1 | Racing         |
| Peñarol        | 3-1 | Fénix          |
| Central        | 3-3 | Racing         |
| Fénix          | 0-0 | Danubio        |
| Cerro          | 2-1 | Rampla Juniors |
| Defensor       | 2-0 | Liverpool      |
| Nacional       | 1-1 | Fénix          |
| Racing         | 4-3 | Cerro          |
| Peñarol        | 6-0 | Liverpool      |
| Defensor       | 1-0 | Danubio        |
| Central        | 4-4 | Cerro          |
| Peñarol        | 2-1 | Rampla Juniors |
| Danubio        | 2-1 | Liverpool      |
| Nacional       | 3-1 | Central        |
| Liverpool      | 3-2 | Fénix          |
| Racing         | 1-1 | Rampla Juniors |
| Defensor       | 4-3 | Peñarol        |
| Peñarol        | 1-1 | Danubio        |
| Nacional       | 2-1 | Racing         |
| Liverpool      | 3-2 | Cerro          |
| Rampla Juniors | 2-1 | Central        |
| Defensor       | 3-1 | Cerro          |
| Liverpool      | 3-2 | Rampla Juniors |
| Central        | 2-1 | Fénix          |
| Nacional       | 1-0 | Danubio        |
| Rampla Juniors | 1-1 | Danubio        |
| Racing         | 3-1 | Fénix          |
| Defensor       | 0-0 | Central        |
| Peñarol        | 5-1 | Cerro          |
| Nacional       | 4-3 | Liverpool      |
| Liverpool      | 2-2 | Central        |
| Rampla Juniors | 2-0 | Defensor       |
| Racing         | 5-3 | Danubio        |
| Fénix          | 2-0 | Cerro          |
| Peñarol        | 1-1 | Nacional       |
| Peñarol        | 4-2 | Central        |
| Danubio        | 1-0 | Cerro          |
| Rampla Juniors | 5-1 | Fénix          |
| Racing         | 3-1 | Liverpool      |
| Defensor       | 2-2 | Nacional       |